# LISA (가수)
LISA(리사, リサ, 1974년 10월 26일)는 일본의 가수이며, 일본의 음악 그룹인 M-flo의 구성원이다. 본명은 나리타 엘리자베스 사쿠라이고, 도쿄도 출신이다.

## 발표 음반
- JUICY MUSIC （2003년 4월 16일）
- GRATITUDE （2004년 6월 30일）
- ELIZABETH （2006년 10월 25일）
- Disco Volante （2009년 11월 11일）